# کورنت (ساز)

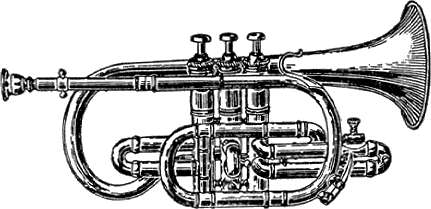
کورنت

کورنِت (به انگلیسی: cornet) از سازهای بادی برنجی و بسیار شبیه به ترومپت است.
فرق کورنت با ترومپت این است که لوله ترومپت (بجز در انتها) در همه طول مسیرش قطری یکسان دارد، در حالی‌که لوله کورنت از قسمت دهانی تا انتهای ساز بتدریج گشادتر می‌شود. همین تفاوت باعث صدای گرم و متفاوت کورنت با ترومپت می‌شود. کورنت در واقع نوع کلیددار شیپور است و از قدیم در دسته‌های موسیقی نظامی بکار می‌رفت و می‌رود.